# Atlantmaskrosor
Atlantmaskrosor (Taraxacum spectabilia) är en ört som blir upp till tre decimeter hög och blommar från maj till juni med mörkt gula blommor.